# Scopula pulverata
Scopula pulverata là một loài bướm đêm trong họ Geometridae.